# 范世楨
范世楨（16世紀—17世紀），字獻吉，南直隸常州府靖江縣人，明朝政治人物。

## 生平
范世楨是萬曆二十五年（1597年）丁酉科應天鄉試舉人，三十八年（1610年）參加庚戌科會試，文章得正考官葉向高賞識，然而副考官王圖卻以其文章中有侵犯而置之副榜，授壽州學正，五年後陞羅田知縣，地方位處麻城、黃岡之間，近江而多盜，他嚴行保甲致使盜賊絕跡，人民苦於辨解之役，他上請併入漕舟役事，省費十之八九下為例；而居民喜訟，言辭大多不實，他抓獲誣告者加等治罪，無冤情者不敢造次，其中有案件為寡母的兒子家財豐厚，豪監某人誘佔其產業，被母親告發入獄，對方以千金求釋放，他堅持不允，歸還誘侵的財產，再置豪監於法，並寫下《羅川末議》二卷作為判決參考，天啟元年（1621年）陞廣平同知，三年後致仕回鄉。
范世楨擔任壽州學正時，諸生方震孺屬其門下，後聯捷成進士，北京失陷後率兵勤王，被馬士英敕還鎮，憂憤而死，而范世楨離任壽州的去思碑就是他所撰寫。

## 引用
1. 1 2  光緒《靖江縣志·卷十三·人物志》：范世楨，字獻吉，幼承庭訓，家學淵源，舉萬厯丁酉鄕試，赴庚戌會試，總裁葉相國向高稱賞其文，副考某以論中有侵時語落乙榜，官壽州學正，五年陞湖廣羅田知縣，民困於辦解之役，世楨請於兩臺附漕舟，起解費省十之八九著為例，羅田近江多盜，世楨嚴保甲而盜弭，民喜訟辭多不實，世楨取誣告加等律治之，無情者不敢造庭；有寡母之子家素豐，豪監某誘侵其業被母訴繫獄，請以千金求貸，世楨不許悉歸誘侵寡子之物，而置豪監於法，著《羅川末議》二卷，足為良有司法。天啟辛酉陞廣平府同知，在任三年致仕歸，初世楨鐸於壽州，諸生方震孺游其門，聯捷成進士以御史按遼陽，魏奄之黨郭興治誣劾其贓私獄，上坐大辟，思宗御極釋之，厯官廣西巡撫，北都陷率師勤王，被馬士英敕還鎮，憂憤而卒，當世楨去壽州，日誌思碑其所撰也。
2. ↑  光緒《靖江縣志·卷十一·選舉志》：鄉榜 明……范世楨 丁酉舉人官見甲榜……甲榜 明……范世楨 庚戌會試乙榜，官壽州學正，遷湖廣羅田縣知縣、直隸廣平府同知，治行見宦績傳
3. ↑  四庫全書《江南通志·卷一百四十二·人物志 宦績四》：范世正【楨】，字獻吉，靖江人，由庚戌副榜令羅田，邑介麻黃間，豪紳大猾持吏短長，又民素刁悍，世正為治嚴明一無縱，舍始各斂戢，清汰里役令行禁止，遷廣平郡丞。